# Маркус Васмаєр
Маркус Васмаєр (нім. Markus Wasmeier) — німецький гірськолижник, дворазовий олімпійський чемпіон,  чемпіон світу та призер чемпіонату світу.
Дві золоті олімпійські медалі та звання олімпійського чемпіона Васмаєр здобув на Ліллегаммерській олімпіаді 1994 року, вигравши змагання з гігантського та супергігантського слалому. 
Усього в активі Васмаєра 9 перемог на етапах кубка світу (2 у швидкісному спуску, 6 у супергіганті, 1 в комбінації). 1996 року він виграв кубок світу в заліку супергігантського слалому. 
Після завершення кар'єри Васмаєр відкрив музей зимового спорту та працював коментатором на телебаченні. 

## Зовнішні посилання
- Досьє на сайті Міжнародної федерації лижних видів спорту [Архівовано 6 березня 2016 у Wayback Machine.]

## Виноски
1. ↑  Deutsche Nationalbibliothek Record #119184494 // Gemeinsame Normdatei — 2012—2016.
2. ↑  Енциклопедія Брокгауз
3. 1 2  Olympedia — 2006.
4. ↑  Old Bavarian Village, Schliersee. Архів оригіналу за 26 лютого 2014. Процитовано 19 лютого 2014.